# Bartholomeus van Voorne van Naaldwijk
Bartholomeus van Voorne van Naaldwijk (1170, ?) was een heer uit het adellijke geslacht Van Voorne. Zijn vader was Dirk I van Voorne.
Hij had twee kinderen:
- Hugo I van Naaldwijk (1195, ?)
- Bartholemeus van Maerlant (1215, ?)

Hij werd door zijn broer Hendrik van Voorne beleend met goederen te Naaldwijk die waren ingebracht door hun moeder. Hij bewoonde het Kasteel Ravesteyn te Heenvliet. Waarschijnlijk is hij tussen 1215 en 1220 overleden.